# Bahamas herrlandslag i fotboll
Bahamas herrlandslag i fotboll har spelat sedan den 3 mars 1970, då man mötte Panama och föll med 1-8 den 3 mars 1970 under centralamerikanska spelen i Nederländska Antillerna.

## Historik
Bahamas tog sig med en hårsmån förbi Brittiska Jungfruöarna i första omgången i kvalet till Sydafrika 2010. Efter det åkte man ut efter ett par krossande förluster mot Jamaica.
Bahamas hoppades på det bästa när man mötte Jamaica. Men när den första matchen slutade 7-0 till Jamaica försvann hoppet. Sen vart det ännu en förlust, 6-0 den här gången. Sammanlagt 13-0 var inte ett speciellt bra resultat för Bahamas som fortfarande väntar på att skriva historia.

### VM
- 1930 till 1994 - Deltog ej
- 1998 - Drog sig ur
- 2002 - Kvalade inte in
- 2006 - Kvalade inte in

I kvalet till VM i Tyskland 2006 åkte man ut i första omgången efter oavgjort och förlust hemma mot Dominica.

### CONCACAF mästerskap
- 1963 till 1989 - Deltog ej
- 1991 - Deltog ej
- 1993 - Deltog ej
- 1996 - Deltog ej
- 1998 - Deltog ej
- 2000 - Kvalade inte in
- 2002 - Drog sig ur
- 2003 - Deltog ej
- 2005 - Drog sig ur

### Karibiska mästerskapet
- 1989 - Deltog ej
- 1990 - Deltog ej
- 1991 - Deltog ej
- 1992 - Deltog ej
- 1993 - Deltog ej
- 1994 - Deltog ej
- 1995 - Deltog ej
- 1996 - Deltog ej
- 1997 - Deltog ej
- 1998 - Deltog ej
- 1999 - Kvalade inte in
- 2001 - Drog sig ur
- 2005 - Drog sig ur
- 2007 - Andra omgången i kvalet